# Matthias Ostrzolek
Matthias Ostrzolek (* 5. června 1990, Bochum, Západní Německo) je polsko-německý fotbalový obránce, v současnosti působí v německém klubu FC Augsburg. V mládežnických kategoriích reprezentoval Polsko i Německo.

## Klubová kariéra
Profesionální kariéru zahájil v klubu VfL Bochum. V lednu 2012 přestoupil do FC Augsburg.

## Reprezentační kariéra
Matthias Ostrzolek reprezentoval Polsko v mládežnické kategorii U17, v dubnu 2007 odehrál dva zápasy proti Litvě (výhry 4:1 a 1:0).
V kategorii do 21 let nastupoval od roku 2011 za Německo.
Před zápasem Polska s Německem v květnu 2014 o něj projevili zájem trenéři těchto národních týmů, Joachim Löw (Německo) i Adam Nawałka (Polsko).